# علف‌شورواران
علف‌شورواران (نام علمی: Salsoloideae) نام یک زیرخانواده از خانواده تاج‌خروسیان است.